# مسابقة الأغنية الأوروبية 1988
مسابقة الأغنية الأوروبية 1988 هي النسخة ال33 من مسابقة الأغنية الأوروبية، أقيمت في مدينة دبلن، جمهورية أيرلندا، شاركت 21 دولة في المسابقة وحصلت سويسرا على المركز الأول بأغنية Ne partez pas sans moi للمغنية سيلين ديون.

## روابط خارجية
- الموقع الرسمي